# Hotel Monte Rosa

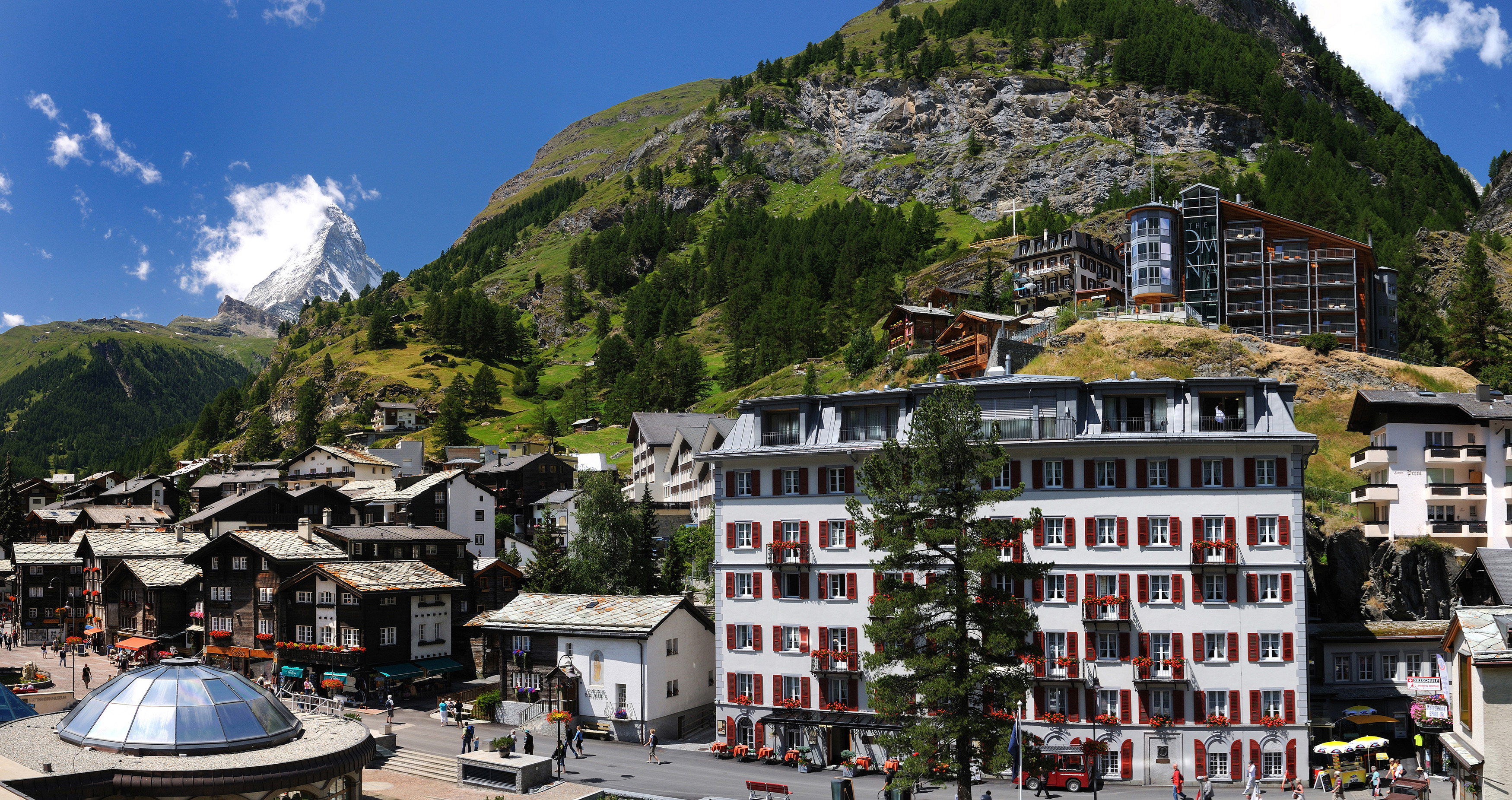
Das Hotel Monte Rosa

Das Hotel Monte Rosa ist ein historisches Viersterne-Hotel im Belle-Époque-Stil in Zermatt im Kanton Wallis in der Schweiz. Es ist Mitglied des Vereins Swiss Historic Hotels.

## Geschichte

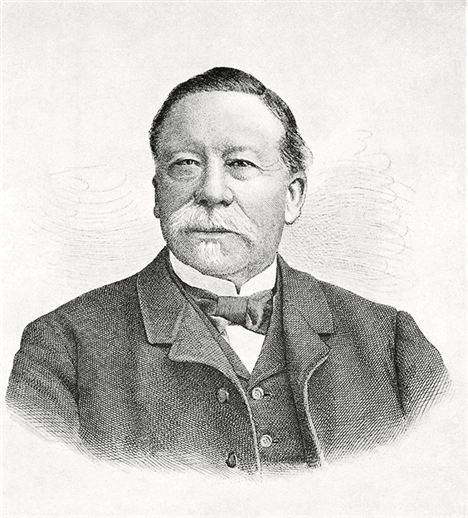
Alexander Seiler, der Begründer der Zermatter Hoteldynastie Seiler

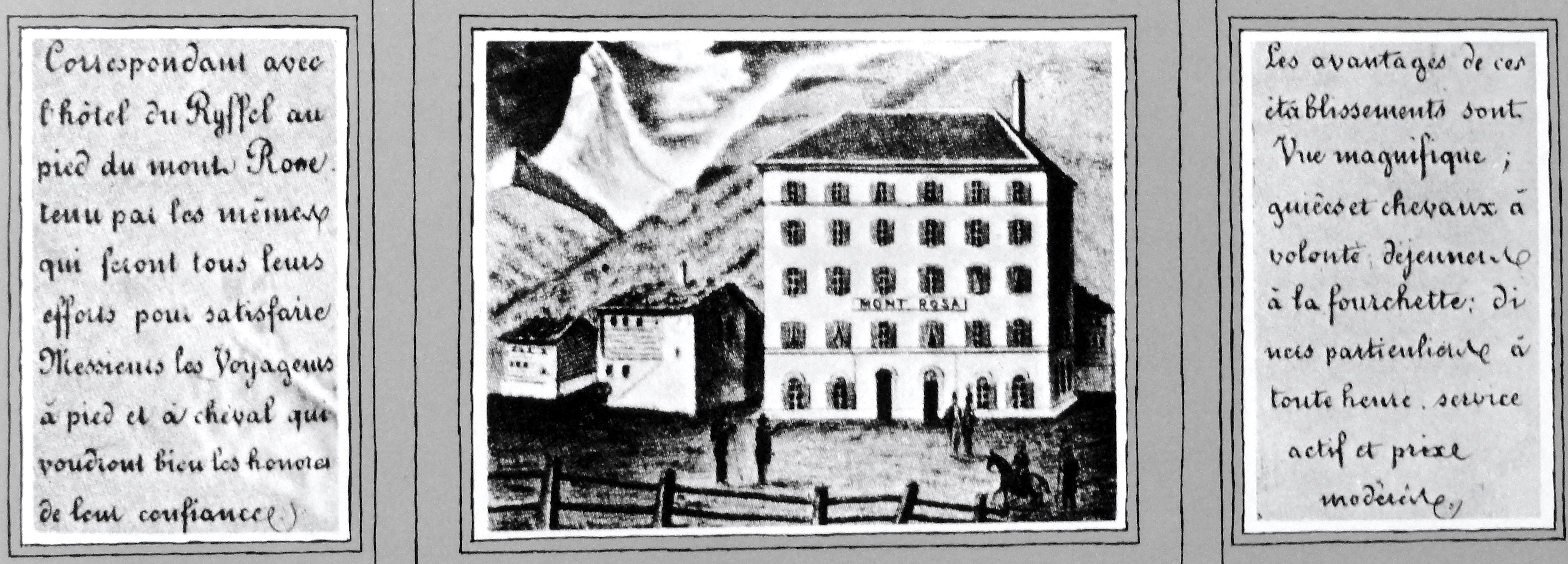
Aus einem Hotelprospekt, um 1860

Die Grundmauern des Hotel Monte Rosa gehen zurück auf die im Jahr 1838 errichtete Laubersche Herberge, ein Holzchalet, dessen Name sich von seinem Besitzer ableitete, einem Doktor Lauber.
1853 mietete der junge Alexander Seiler I. das Chalet. Die beiden ersten Sommer verliefen erfolgreich, so dass Seiler das Anwesen schon zum Ende des zweiten Betriebsjahres erwerben konnte. Er baute es von 6 auf 35 Betten aus und eröffnete es am 24. Juli 1855 neu unter dem Namen «Monte Rosa».
Dies war die Geburtsstunde des Tourismus in Zermatt und das Stammhaus der Seiler-Hotellerie. Ob die Namensgebung in Zusammenhang mit der nur wenige Tage vorher am 11. Juli 1855 erfolgten Erstbesteigung der Dufourspitze im Monte-Rosa-Massiv stand oder ein Zufall war, ist nicht bekannt.
Wie damals üblich nur im Sommer bewirtschaftet, erfreute sich das Hotel insbesondere bei den Bergsteigern bald großer Beliebtheit. 1868 wurde es durch einen Anbau im Norden auf 60 Betten erweitert, 1890 wurde ein viertes Stockwerk sowie ein mansardierter Dachstock aufgesetzt und ein kleiner Speisesaal angebaut; die Zahl der Betten stieg damit auf 110. Mit diesem Umbau erhielt das Hotel Monte Rosa auch seine markante Fassade.
Mit zunehmendem Interesse der Touristen am Wintersport wurde das Hotel 1960 für den Winterbetrieb ausgestattet und führte 1960/61 die erste Wintersaison durch.

## Das Hotel Monte Rosa und Edward Whymper

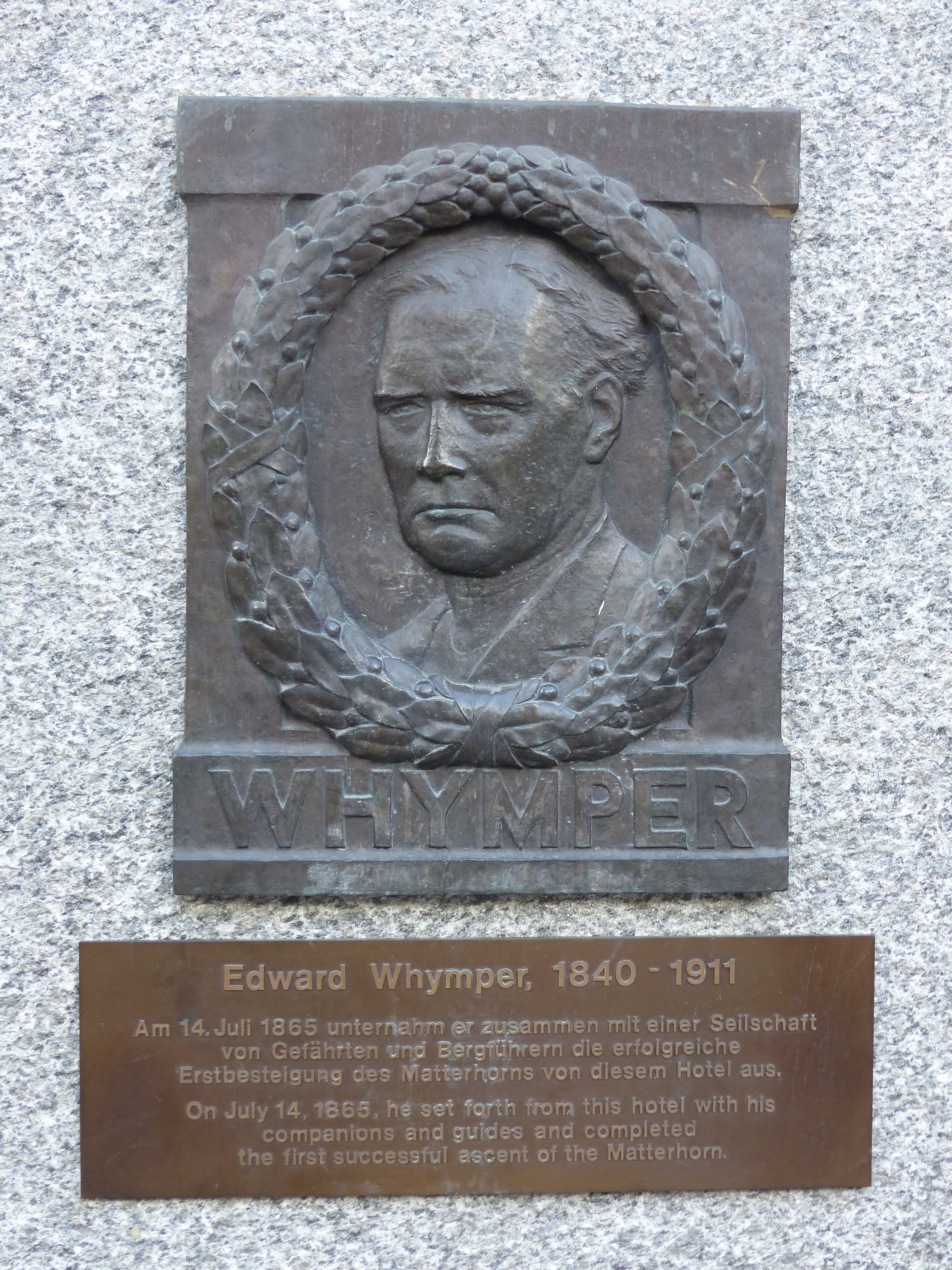
Gedenktafel für Edward Whymper

Die Fremdenbücher der Seiler Hotels und die reiche alpine Literatur zeigen, dass alle Pioniere nahezu ausnahmslos immer wiederkehrende Gäste von Zermatt und vorwiegend des Hotels Monte Rosa waren.
Laut Eintragung im Gästebuch weilte Edward Whymper vom 8. bis 13. August 1860 zum ersten Mal im «Monte Rosa». Von hier brach er am 13. Juli 1865 zur Erstbesteigung des Matterhorns auf. 1970 wurde am Eingang des Hotels Monte Rosa eine Gedenktafel für Edward Whymper eingeweiht.

## Das Hotel Monte Rosa und seine Gäste
- "Beim Schreiben in der Stube des Hotels Monte Rosa ist mir die Tinte eingefroren". Reverend Christopher Smyth, einer der Erstbesteiger der Dufourspitze 1855.

- Szenen des Films Love and Bullets wurden im Hotel Monte Rosa gedreht.[2] Urs H. Keller, Ex-Hotel Direktor erinnert sich: Charles Bronson verlangte nach mir und bereit für eine Reklamation ging ich zu ihm. «Can you imagine, I queued up to buy some stamps at the post office, paid them and left the post office without anyone even looking at me or asking me for an autograph. This has never happend to me before - this is just fantastic!»

- «Ascended the Matterhorn on July 22nd 1871 and arrived at the summit at 8.55 a.m.» So schrieb Lucy Walker, erste Frau am Matterhorn, im Gästebuch vom Hotel Monte Rosa.